# Ann Grossman
Ann Grossman Wunderlich (Grove City, 13 ottobre 1970) è un'allenatrice di tennis ed ex tennista statunitense.
È conosciuta anche con il nome di Ann Wunderlich dopo aver sposato nel 1998 il nuotatore statunitense Eric Wunderlich.

## Carriera
In carriera ha vinto un titolo di doppio. Nei tornei del Grande Slam ha ottenuto il suo miglior risultato raggiungendo i quarti di finale di doppio agli Australian Open nel 1994, in coppia con la neozelandese Julie Richardson.
In Fed Cup ha disputato un totale di 2 partite, vincendole entrambe.

## Statistiche

### Singolare

#### Finali perse (7)
| Numero | Anno           | Torneo                                   | Superficie  | Avversaria in finale | Punteggio     |
| 1.     | 7 agosto 1988  | San Diego Open, San Diego                | Cemento     | Stephanie Rehe       | 1-6, 1-6      |
| 2.     | 27 maggio 1990 | Internationaux de Strasbourg, Strasburgo | Terra rossa | Mercedes Paz         | 2-6, 3-6      |
| 3.     | 4 ottobre 1992 | Taiwan Open, Taipei                      | Cemento     | Shaun Stafford       | 1-6, 3-6      |
| 4.     | 25 aprile 1993 | Malaysian Women's Open, Kuala Lumpur     | Cemento     | Nicole Bradtke       | 3-6, 2-6      |
| 5.     | 2 maggio 1993  | Indonesia Open, Giacarta                 | Cemento     | Yayuk Basuki         | 4-6, 4-6      |
| 6.     | 1º agosto 1993 | Puerto Rico Open, San Juan               | Cemento     | Linda Wild           | 3-6, 7-5, 3-6 |
| 7.     | 14 agosto 1994 | East West Bank Classic, Manhattan Beach  | Cemento     | Amy Frazier          | 1-6, 3-6      |

### Doppio

#### Vittorie (1)
| Numero | Anno           | Torneo                     | Superficie | Compagna      | Avversarie in finale         | Punteggio     |
| 1.     | 1º agosto 1993 | Puerto Rico Open, San Juan | Cemento    | Debbie Graham | Gigi Fernández Rennae Stubbs | 5-7, 7-5, 7-5 |

### Doppio

#### Finali perse (2)
| Numero | Anno          | Torneo                                                                   | Superficie  | Compagna            | Avversarie in finale            | Punteggio |
| 1.     | 5 maggio 1991 | Taranto Open, Taranto                                                    | Terra rossa | Laura Golarsa       | Alexia Dechaume Florencia Labat | 2-6, 5-7  |
| 2.     | 7 marzo 1993  | Newsweek Champions Cup and the Matrix Essentials Evert Cup, Indian Wells | Cemento     | Patricia Hy-Boulais | Rennae Stubbs Helena Suková     | 3-6, 4-6  |